# 악의적 기소
|                                                      |
| 불법행위법                                           |
| 영미법 시리즈                                        |
| 과실                                                 |
| 주의의무 · 주의기준                                  |
| 근인 · 사실추정의 원칙                               |
| 과실계산 · 가해자 완전책임                           |
| 과실의 정신적 가해행위                               |
| 구조원칙 · 구조의무                                  |
| 법률상 불법행위                                      |
| 제조물책임법 · 고위험 행위                           |
| 불법침입인 · 승낙출입자 · 고객                       |
| 유인적 위험물                                        |
| 재산관련 불법행위                                    |
| 불법침해 · 컨버전                                    |
| 압류동산회복소송 · 동산점유회복소송 · 횡령물회복소송 |
| 유해물                                               |
| 근린방해 · 라일랜즈 대 플레처 판결                   |
| 의도적 불법행위                                      |
| 폭행위협 · 폭행 · 불법감금                           |
| 정신적 피해                                          |
| 승낙 · 필요 · 자기방어                               |
| 명예관련 불법행위                                    |
| 명예훼손 · 사생활 침해                               |
| 신뢰훼손 · 절차악용                                  |
| 악의적 기소                                          |
| 경제적 불법행위                                      |
| 사기 · 불법적 간섭                                   |
| 음모 · 영업방해                                      |
| 의무, 변론, 구제방법                                 |
| 상대적 과실과 과실 기여                              |
| 명백한 회피 기회 원칙                                |
| 상급자책임 · 동의는 권리침해 성립을 조각             |
| 패륜적 계약에서 채권발생 없다                        |
| 손해배상 · 금지명령                                  |
| 영미법                                               |
| 미국의 계약법 · 미국의 재산법                        |
| 미국의 유언신탁법                                    |
| 미국의 형법 · 미국의 증거법                          |

악의적 기소(惡意的 起訴, Malicious prosecution)란 영미법의 불법행위의 하나로 피해를 줄 목적으로 법적 기소절차를 남용하는 것을 말한다. 특히 피해자를 상대로 소송을 제기하는 것을 말한다. 법에 의해 형사사건에서는 검사는 기소에 대한 손해배상 책임을 지지 않는다.

## 요건
- 피고를 상대로 형사소송절차진행(다수 주에서는 민사절차도 포함): 검사의 경우 면제된다.
- 원고의 승소
- 소송절차진행을 위한 상당한 이유결여
- 고소인의 부적절한 목적
- 피고가 입은 손해

## 주요 판례
- Sheldon Appel Co. v. Albert & Oliker, 47 Cal. 3d 863, 873 (1989).

## 같이 보기
- 재판의 오심
- 전략적 봉쇄소송

## 참고 문헌
- 서철원,《미국 불법행위법》,법원사, 2005. (ISBN 8991512011)
- 이상윤,《영미법》,박영사, 2003.
- Black's Law Dictionary 1486 (8th ed. 2004).